# Palataal

Palataal

Palataal betekent in de fonetiek de vorming van een spraakklank (klinker (klank) of medeklinker) door de tong met het harde verhemelte (Lat. palatum) contact te laten houden. Afhankelijk van de druk waarmee dit wordt gedaan en van de bijkomende kromming van de tong en van de mate van doorlaten van lucht, zal de geproduceerde klank dan gaan van een zachte /ng/ over /nj/ of /ñ/, /j/, /ch/ naar /sj/. Door de tongpunt naar boven te richten ontstaan de /l/-klanken.
In het Sanskriet wordt ook voor andere palatale klanken gebruikgemaakt van de tongpunt, door die helemaal verticaal omhoog midden tegen het verhemelte te houden. Dit noemt men retroflex. Op die manier ontstaan klanken die in de meeste Indo-Europese talen onbekend zijn, zoals de getongde nasale /ṭ/ /ṭh/ /ḍ/ /ḍh/ /ṇ/ /ṛ/ /ṝ/ /ḷ/ /ḹ/ /ṣ/ ...
In het Pools worden vrijwel alle klanken gepalataliseerd voor i. Dit verschijnsel is zo universeel dat een geschreven i voor een andere klinker alleen maar dient het palatale karakter van de voorafgaande medeklinker weer te geven, zoals in dzień ("dag"). De i zelf wordt niet uitgesproken.
In het Nederlands wordt het palatale karakter van een klank in de geschreven taal meestal aangegeven met een 'j' na de letter. Dat komt overeen met het klankgevoel van de Nederlander en Vlaming, die nauwelijks verschil hoort. Het woord huisje wordt bijvoorbeeld meestal met een post-alveolare š uitgesproken, maar wie een gewone 's' en een 'j' uitspreekt, spreekt ook goed Nederlands.
Dat is anders in het Frans. Een Fransman constateert vaak dat een Nederlander 'moncheur' zegt, met een palatale 's', in plaats van 'monsieur', met een 's' en een 'i'. De Nederlander hoort het verschil niet. Ook maakt men in het Frans een duidelijk onderscheid tussen 'les jeux' (de spellen, met een palatale 'z') en 'les yeux' (de ogen, met een 'z' en een 'i'), terwijl een Nederlander geen verschil hoort en zich afvraagt waarom hij verkeerd verstaan wordt.

## Spelling
Het Latijnse alfabet heeft geen tekens om palatale klanken aan te geven. In de moderne talen worden deze klanken op verschillende manieren geschreven.
| Niet-palatale klank | Palatale klank | Palatale klank | Palatale klank | Palatale klank | Palatale klank     | Palatale klank | Palatale klank | Palatale klank |
|                     | Nederlands     | Duits          | Engels         | Frans          | Spaans             | Italiaans      | Pools          | Sanskriet      |
| ------------------- | -------------- | -------------- | -------------- | -------------- | ------------------ | -------------- | -------------- | -------------- |
| ch                  |                | ich, che       |                |                |                    |                | ch             | gha            |
| dz                  |                |                | g, j           |                |                    |                | dź             | ja             |
| l                   | lj             |                |                |                | ll                 | gl             |                | ḷ, ḹ           |
| n                   | nj             |                |                | gn             | ñ                  | gn             | ń              | ña             |
| s                   | sj, soms ch    | sch            | sh             | ch             | x (in streektalen) |                | ś              | śa             |
| ts                  | tsj            | tsch           | ch             |                | ch                 |                | ć              | ca, cha        |
| z                   | zj             |                |                | j              |                    |                | ź              | jha            |